# Jean-Nicolas Corvisart
Jean-Nicolas Corvisart (15 de febrero de 1755 - 18 de septiembre de 1821) fue un médico francés. 
Nació en Dricourt en 1755, y pronto alcanzó fama con su traducción de la obra de Leopold Auenbrugger: Inventum Novum del latín al francés. Corvisart se interesó especialmente en la técnica de percusión torácica ideada por Auenbrugg, técnica que desarrolló y perfeccionó.
En 1797, Corvisart comenzó a dar clases en el Collège de France, donde se ganó una notable reputación como cardiólogo.
En 1804 fue nombrado médico del Emperador Napoleón Bonaparte, a quien atendió profesionalmente hasta su abdicación en 1814. Moriría seis años después en Courbevoie.
- Datos: Q1422980
- Multimedia: Jean-Nicolas Corvisart / Q1422980